# Кресло короля Эдуарда
Кресло короля Эдуарда (King Edward’s Chair), также кресло святого Эдуарда (St Edward’s Chair) или коронационное кресло (Coronation Chair) — трон, на котором британский монарх восседает во время коронации. Заказан в конце XIII века английским королём Эдуардом I, разместившим под ним коронационный камень шотландских королей. Названо же кресло было в честь короля Эдуарда Исповедника и находилось в его раке в часовне святого Эдуарда в Вестминстерском аббатстве.
С 1308 года все помазанные монархи Англии (до 1603 года) и Британии (после унии корон) сидели в этом кресле в момент их коронации, за исключением королевы Марии I (которая была коронована в кресле, дарованном ей папой римским) и Марии II (которая была коронована, восседая на копии кресла). Последний раз кресло использовалось на коронации Карла III, состоявшейся 6 мая 2023 года.
Кресло с высокой спинкой было изготовлено между 1297 и 1300 годами в готическом стиле из дуба плотником, известным как мастер Уолтер, который получил значительную сумму за свою работу — 100 шиллингов. Четыре позолоченных фигурки львов выполняют функцию ножек кресла. Это сравнительно недавно реконструированный элемент, обновлённый в 1727 году; фигурки заменили аналогичных львов, которые были добавлены к креслу в XVI веке. Пространство под сиденьем кресла представляет собой платформу и полость, где до 1996 года находился Скунский камень; теперь он возвращён в Шотландию с условием, что его будут помещать в кресло к очередной коронации.
В прошлом кресло было богато расписано и позолочено — считается, что на его спинке был когда-то изображён образ короля Эдуарда Исповедника. Сегодня, однако, оно выглядит как кресло из старой и необработанной древесины, и на протяжении его истории множество первых туристов, паломников, а также членов хора мальчиков аббатства, по всей видимости, вырезали свои инициалы и другие надписи на кресле в XVIII и XIX веках. Резные украшения на спинке кресла также были частично отпилены.
За восемь веков своего существования кресло лишь трижды покидало пределы Вестминстерского аббатства. В первый раз это произошло на церемонии в Вестминстерском зале, когда Оливер Кромвель стал лордом-протектором Англии, а во второй — во время Второй мировой войны, когда оно было эвакуировано в Глостерский собор на время войны. В третий раз подобное случилось после похищения Скунского камня на Рождество 1950 года, когда группа из четырёх шотландских студентов (Ян Гамильтон, Гэвин Вернон, Кей Мэтисон и Алан Стюарт) украли Скунский камень из Вестминстерского аббатства, чтобы вернуть его в Шотландию. Во время извлечения камня они повредили основание кресла и упавший на пол камень раскололся на две неравные части. Кресло после этого было отправлено на реставрацию.
Сегодня кресло находится под охраной и покидает своё место на возвышенном постаменте возле современной гробницы Генриха V только тогда, когда оно используется при коронации, будучи поставленным вместе с привезённым из Эдинбурга Скунским камнем возле высокого алтаря в том же аббатстве.